# 星期天真好
《星期天真好》（：／ Ilyoili jota）是韓國SBS電視台已取消的綜藝節目時段名稱。播出時間為當地時間下午4點50分至晚上8點播出，分兩部進行。最後播出的節目分別為：《花樣旅行》及《Running Man》。播放時的主要競爭對手有MBC的《日晚》及KBS2的《快樂星期天》。

## 歷史
2001年3月18日，《超特級星期日萬歲》（／）開始放送；2002年1月20日，《Show! 星期日世界》（／）接檔放送；2002年7月14日，《美麗的星期天》（뷰티풀 선데이；）接檔放送至2004年3月21日。
《星期天真好》從2004年3月28日開始接檔放送最新最受歡迎的節目，2010年7月11日首次以高畫質形式播放。由2010年7月18日起，兩部節目（《Running Man》及《英雄豪傑》）均以高清播放。《星期天真好》曾從2008年7月27日至2011年5月8日分成兩部分進行；2011年5月22日，此時段以一個完整時段，從韓國時間下午五時二十分開始播放160分鐘；為了刺激收視，《星期天真好》在2011年9月25日再次分成兩部分進行（一部在下午5:20播放，二部在下午6:50播放）；2011年12月4日，又再以一個完整時段，從韓國時間下午5:05開始播放175分鐘。2017年3月26日起，兩部節目正式成為獨立節目，並且各自分成兩部播放，《星期天真好》時段正式取消。

## 放送時間變更

### 韓國
以下時間以當地韓國標準時（UTC+9）為準
| 播出日期                      | 播出時間          | 長度           |
| 每逢星期日播放                | 每逢星期日播放    | 每逢星期日播放 |
| ----------------------------- | ----------------- | -------------- |
| 2004年3月28日－2006年10月29日 | 17:50－20:00      | 2小時10分鐘    |
| 2006年11月5日－2007年11月4日  | 17:30－18:40      | 1小時10分鐘    |
| 2007年11月11日－2008年5月18日 | 17:30－20:00      | 2小時30分鐘    |
| 2008年5月25日－2008年7月20日  | 17:20－20:00      | 2小時40分鐘    |
| 2008年7月27日－2010年7月11日  | 1部：17:20－18:40 | 1小時<20分鐘   |
| 2008年7月27日－2010年7月11日  | 2部：18:50－20:00 | 1小時10分鐘    |
| 2010年7月18日－2011年3月13日  | 1部：17:20－18:35 | 1小時15分鐘    |
| 2010年7月18日－2011年3月13日  | 2部：18:45－20:00 | 1小時15分鐘    |
| 2011年3月20日－2011年5月8日   | 1部：17:20－18:40 | 1小時20分鐘    |
| 2011年3月20日－2011年5月8日   | 2部：18:50－20:00 | 1小時10分鐘    |
| 2011年5月22日－2011年9月18日  | 17:20－20:00      | 2小時40分鐘    |
| 2011年9月25日－2011年11月27日 | 1部：17:05－18:30 | 1小時25分鐘    |
| 2011年9月25日－2011年11月27日 | 2部：18:40－20:00 | 1小時20分鐘    |
| 2011年12月4日－2012年4月29日  | 17:05－20:00      | 2小時55分鐘    |
| 2012年5月6日－2012年11月11日  | 1部：17:00－18:10 | 1小時10分鐘    |
| 2012年5月6日－2012年11月11日  | 2部：18:20－20:00 | 1小時40分鐘    |
| 2012年11月18日－2017年3月19日 | 1部：16:50－18:10 | 1小時20分鐘    |
| 2012年11月18日－2017年3月19日 | 2部：18:20－20:00 | 1小時40分鐘    |

### 海外
| 電視頻道    | 播出地區                     | 播出時間                | 播出時間                       | 播出時間 | 播出內容 |
| ----------- | ---------------------------- | ----------------------- | ------------------------------ | -------- | -------- |
| ONE TV ASIA | 新加坡、馬來西亞及印度尼西亞 | 2011年 至 2014年11月    | 逢星期二23:50－01:30（視情況） | UTC+8    | 一部     |
| ONE TV ASIA | 新加坡、馬來西亞及印度尼西亞 | 2011年 至 2014年11月    | 逢星期五23:50－01:30           | UTC+8    | 二部     |
| ONE TV ASIA | 新加坡、馬來西亞及印度尼西亞 | 2014年12月 至 2015年4月 | 逢星期四23:45－01:30（視情況） | UTC+8    | 一部     |
| ONE TV ASIA | 新加坡、馬來西亞及印度尼西亞 | 2014年12月 至 2015年4月 | 逢星期五23:45－01:30           | UTC+8    | 二部     |
| ONE TV ASIA | 新加坡、馬來西亞及印度尼西亞 | 2015年4月至今           | 逢星期日20:30－22:15           | UTC+8    | 二部     |
| ONE TV ASIA | 新加坡、馬來西亞及印度尼西亞 | 2015年4月至今           | 逢星期日22:15－00:00（視情況） | UTC+8    | 一部     |

## 取消前曾播放的節目

### Running Man
- 放送日期：2010年7月11日至今
- 主演[1][2]：劉在錫、池錫辰、金鍾國（Turbo）、Haha、宋智孝、李光洙（已退出）、宋仲基（已退出）、Lizzy（After School）（已退出）、Gary（Leessang）（已退出）

Running Man（런닝맨）是劉在錫自2010年2月離開《家族的誕生》後再次參與《星期天真好》的節目，因此放送初時曾引起極大的關注。現行節目格式為節目成員（與嘉賓）進行一系列任務並爭取在競賽中獲勝，而任務內容會圍繞該集主題。每集節目流程主要有兩種形式：多個小任務及追逐戰，或一個主要追逐戰。

### 花樣旅行
- 放送日期：2016年11月27日至2017年3月19日
- 主演：徐章勳、安貞桓、曹世鎬、柳炳宰、姜昇潤（WINNER）、殷志源（水晶男孩）（已退出）、李宰鎮（水晶男孩）（已退出）

花樣旅行（꽃놀이패）為SBS聯同YG娛樂共同製作的首個綜藝節目，節目成員在三日兩夜的旅行中透過各種任務與挑戰獲得「花路」與「土路」的兩極不同待遇旅程。

### Fantastic Duo
- 放送日期：2016年4月17日至2016年11月20日
- 主演：全炫茂

Fantastic Duo：我手中的歌手（판타스틱 듀오 내 손에 가수）每期挑選參加者與歌手進行合作演出，由歌手從中選出最佳合作者。

### K-pop Star 5
- 放送日期：2015年11月15日－2016年4月10日
- 第一季參見#K-pop Star；第二季參見#K-pop Star 2；第三季參見#K-pop Star 3；第四季參見#K-pop Star 4
- 主演：朴軫永、梁鉉錫、柳熙烈

K-pop Star 5（K팝 스타 시즌5；）本輯節目聯同韓國經紀公司（YG娛樂、JYP娛樂、Antenna音樂）繼續進行大型選秀。本節目由各經紀公司的代表（朴軫永、梁鉉錫、柳熙烈）擔任評審，冠軍可以選擇與三間公司之一簽約。

### 拜託爸爸
- 放送日期：2015年4月26日－2015年11月1日
- 主演：李敬揆、康石雨（朝鲜语：강석우）、曹在顯、趙珉基

拜託爸爸（／）是SBS繼《Oh! My Baby》之後的又一檔親子節目，節目中，一眾「星」爸和他們的女兒進行互動，展現生活中有趣的一面。本節目原為於2015年2月19及20日播出的春節特輯，其後因收視突出從3月21日起定檔星期六20:00－22:00時段，僅播出5期後於4月26日開始變更至本綜藝時段接檔《K-pop Star 4》播放。

### K-pop Star 4
- 放送日期：2014年11月23日－2015年4月19日
- 第一季參見#K-pop Star；第二季參見#K-pop Star 2；第三季參見#K-pop Star 3
- 主演：全炫茂、朴軫永、梁鉉錫、柳熙烈

K-pop Star 4（K팝 스타 시즌4；）本輯節目聯同韓國經紀公司（YG娛樂、JYP娛樂、Antenna音樂）繼續進行大型選秀。本節目由各經紀公司的代表（朴軫永、梁鉉錫、柳熙烈）擔任評審，冠軍可以選擇與三間公司之一簽約。

### Roommate
- 放送日期：2014年5月4日－2014年11月16日
- 主演：李棟旭、曹世鎬、朴敏雨、NaNa（After School）、徐康俊（5urprise）、裴宗玉、朴俊亨（G.o.d）、大谷亮平、李國主、Sunny（少女時代）、Jackson（GOT7）、齡智（Kara）、申成宇、李素拉、洪洙賢、Bom（2NE1）、Chanyeol（EXO）、宋佳妍

Roommate（룸메이트）是一部以「Share House」為主題的真人實境騷。節目邀請十多位成員共同住進合宿屋，參與拍攝「同居」觀察日記，共同體驗在同一屋檐下的各種生活細節。節目自11月25日起變更至獨立時段播出。

### K-pop Star 3
- 放送日期：2013年11月24日－2014年4月13日[5]
- 第一季參見#K-pop Star；第二季參見#K-pop Star 2；第四季參見#K-pop Star 4
- 主演[5]：全炫茂、朴軫永、梁鉉錫、柳熙烈

K-pop Star 3（K팝 스타 시즌3；）本輯節目聯同韓國經紀公司（YG娛樂、JYP娛樂、Antenna音樂）繼續進行大型選秀。節目自2013年8月起從美國亞特蘭大出發，在10多個國家及地區和韓國4大城市進行選拔，以「變化」和「公正」為關鍵詞，甄選出新一代「K-pop韓流明星」。本節目由各經紀公司的代表（朴軫永、梁鉉錫、柳熙烈）擔任評審，冠軍可以選擇與三間公司之一簽約。

### 赤腳的朋友們
- 放送日期：2013年4月21日至11月17日
- 主演：姜鎬童、尹鍾信、俞世潤、金範洙、金賢重（SS501）、銀赫（Super Junior）、尹施允、U-ie（After School）、殷志源

赤腳的朋友們（／）是一個由前KBS《兩天一夜》主持姜鎬童及SBS《X-Man》、《家族的誕生》製作人張赫載（音譯）導演帶領藝人們在不同地方進行各種主題任務的真人實境秀。

### K-pop Star 2
- 放送日期：2012年11月18日至2013年4月14日
- 第一季參見#K-pop Star；第三季參見#K-pop Star 3；第四季參見#K-pop Star 4
- 主演：尹度玹、BoA、朴軫永、梁鉉錫

K-pop Star 2（K팝 스타 시즌2；）本輯節目聯同韓國三大經紀公司（SM娛樂、YG娛樂、JYP娛樂）繼續進行大型選秀。來自全球各地熱愛K-pop的人才會透過重重關卡成為下個「韓流明星」。本節目由各經紀公司的代表（BoA、朴軫永、梁鉉錫）擔任評審。

### 金炳萬的叢林的法則第二季
- 放送日期：2012年5月6日至11月11日（11月16日晚上9點55分播出的最後一集並不屬於星期天真好節目時段）
- 主演：金炳萬、Ricky Kim、盧宇振、黃光熙（ZE:A）、秋成勳、朴詩恩、李太坤、柳談、朴正哲、全慧彬、鄭珍雲（2AM）、尹度玹

金炳萬的叢林的法則第二季（／）是一個藝人們在海外不同地方進行挑戰的真人實境秀。

### K-pop Star
- 放送日期：2011年12月4日至2012年4月29日
- 第二季參見#K-pop Star 2；第三季參見#K-pop Star 3；第四季參見#K-pop Star 4
- 主演[6]：尹度玹、Boom、BoA、朴軫永、梁鉉錫

K-pop Star選拔生存戰（서바이벌 오디션 K팝 스타；）是一個聯合韓國三大經紀公司（SM娛樂、YG娛樂、JYP娛樂）的選秀節目。來自全球各地熱愛K-pop的人才會透過重重關卡成為下個「韓流明星」。本節目由各經紀公司的代表（BoA、朴軫永、梁鉉錫）擔任評審。冠軍可以選擇與三間公司之一簽約並獲得三億韓圓。本節目從2011年12月4日開始播放，接替《減肥淘汰賽 Victory》。

### 減肥淘汰賽 Victory
- 放送日期：2011年8月21日至11月27日
- 主演[8]：申東燁、李水京、申奉仙、李奎漢、肖恩

減肥淘汰賽 Victory（다이어트 서바이벌 빅토리；）是一部與「減肥天王」肖恩合作的淘汰賽節目。二十位挑戰者會透過不同的訓練和改善飲食習慣減肥，冠軍會獲得一億韓圓。本節目接替《金妍兒的Kiss & Cry》，從2011年8月28日開始共播放18週。

### 金妍兒的Kiss & Cry
- 放送日期：2011年5月22日至8月21日
- 主演[10]：金妍兒、申東燁、IU、陳智熙、金炳萬、Krystal（f(x)）、李雅嫻、李奎赫、朴俊琴、徐智碩、孫淡妃、U-Know允浩

金妍兒的Kiss & Cry（／）是由韓國花式滑冰選手金妍兒主持的選拔淘汰賽。十位藝人和十位專業花樣滑冰選手會組成十個組合，透過每集定下的主題和所需技巧進行表演，並由專業評審（包括金妍兒）進行評分。獲勝隊伍於8月與金妍兒參與韓國首場大型冰上表演。本節目接替《英雄豪傑》，從2011年5月22日開始播放。

### 英雄豪傑
- 放送日期：2010年7月18日至2011年5月1日
- 主演[12][13]：盧弘喆、李輝宰、盧士燕、芝妍（T-ara）、徐寅永、嘉熙、洪秀雅、李真、申奉仙、IU、劉寅娜、Nicole（Kara）、Narsha（Brown Eyed Girls）、鄭嘉恩

英雄豪傑（／）是一部由2010年7月18日開始播放的全女班綜藝節目，接檔《黃金美女出擊》。女藝人除了在節目中接受人氣的對決外，亦透過不同的主題體驗各個社會群體的生活。

### 家族的誕生2
- 放送日期：2010年2月21日至7月11日
- 主演[14]：池相烈、金垣喜、申奉仙、趙權（2AM）、澤演（2PM）、潤娥（少女時代）、尹相鉉、希澈、張東民
- 第一季參見#家族的誕生

家族的誕生2（패밀리가 떴다 2）是家族的誕生的第二季，但概念及成員有別於第一季。

### 黃金美女出擊
- 放送日期：2008年10月12日至2010年6月6日
- 主演[15]：盧弘喆、申奉仙、申東燁、申廷煥、梁瀞疋、芮智媛、李仁惠、宋恩伊、素賢、玄英、徐有晶

黃金美女出擊（골드미스가 간다）是一個由6位「黃金單身美女」透過不同任務尋找丈夫的真人秀。他們會在「黃金屋」住宿2天，透過遊戲而獲得和他人約會的機會。

### 家族的誕生
- 放送日期：2008年6月15日至2010年2月14日
- 主演：劉在錫、李孝利、尹鍾信、金秀路、大聲（BIGBANG）、金鐘國、朴詩妍、朴海鎮、朴藝珍、李天熙
- 第二季參見#家族的誕生2

家族的誕生（패밀리가 떴다）是一個到韓國郊外小村莊進行拍攝的戶外節目，每次到一戶老人家的住宅進行任務。本節目於2008年6月15日首播，在當時是星期天最高收視的節目。第二季在2010年2月21日緊接播放。

### Change
- 放送日期：2008年2月17日至2008年10月15日
- 主演：申東燁、李孝利、 申奉仙、強仁、盧弘喆

Change（체인지）是給予藝人一個新身份並以該身份生活一天的真實體驗節目。

### 尋找金先生
- 放送日期：2008年2月10日至2月24日
- 主演：金成秀、徐慶錫、尹正秀、文熙俊、Alex、Charles

尋找金先生（김서방을 찾아라）是一個試播節目，因未能獲得支持而中止。

### Meet the In-Laws
- 放送日期：2007年11月11日至2008年7月20日
- 主演：南希石、韓英

Meet the In-Laws（사돈 처음 뵙겠습니다）是一個讓海外韓裔與他們的親戚進行初次見面的節目。

### 奇蹟的勝負師
- 放送日期：2007年11月11日至2008年6月8日
- 主演：劉在錫、申廷煥、尹鍾信

奇蹟的勝負師（／）是一個由藝人隊與播音員隊進行對抗賽的節目，每隊均有十次挑戰機會完成所有任務。由於自開播以來收視持續低迷，及後節目更名為《奇蹟的勝負史》，並將主題變更為韓國歷史。

### 人體探險隊
- 放送日期：2007年11月11日至2008年2月3日
- 主演：申東燁、Super Junior

人體探險隊（／）是一個由Super Junior透過自己的身體做實驗以證明各種理論的節目。原本在第一季後只是短暫結束，及後由於Super Junior忙碌的日程未能參與而擱置。

### Old TV
- 放送日期：2007年6月17日至11月4日
- 主演：劉在錫、申廷煥、 尹鍾信、Haha、韓英、金珠熙

Old TV（옛날 TV）是一個由藝人重演以往經典電視節目片段的節目。

### 做吧！Go
- 放送日期：2007年4月15日至6月10日
- 主演：劉在錫、朴明洙、申廷煥、Haha

做吧！Go（하자! GO）是一個藝人參與的搞笑遊戲節目。

### X-Man（第二季）
- 放送日期：2006年11月5日至2007年4月8日
- 第一季參見#X-Man
- 主演：劉在錫、姜鎬童、李赫宰、朴明洙、Andy、Haha、李智賢

X-Man（X맨）第二季又稱作「新X-Man」，是上一季X-Man的改版，每集透過主題挑選X-Man，最後X-Man所在隊伍為輸家。節目播出五個月後停播。

### 圆滚滚圆滚滚
- 放送日期：2006年4月30日至8月13日
- 主演：卓在勳、朴秀宏、尹鍾信、林亨俊

圆滚滚圆滚滚（둥글게 둥글게）是一個主持人和來賓以孩子的角度發揮想像的遊戲節目。

### X-Man
- 放送日期：2004年10月10日至2006年10月29日
- 第二季參見#X-Man（第二季）
- 主演：劉在錫、姜鎬童、金濟東、孔炯軫、朴慶琳、李赫宰、李智賢

X-Man（X맨）是韓國早期著名的綜藝節目。藝人們每集會分成兩隊進行遊戲，期間X-Man的任務為不被察覺地令該隊輸掉比賽，而其他人在進行遊戲的同時則需要判斷出誰是X-Man。

### 反轉劇
- 放送日期：2004年4月8日至2006年4月23日
- 主演：每集邀請不同藝人參與，具體請參看主條目

反轉劇（／）是由兩則短劇組成，往往結局都是大反轉，令人猜透不已。兩則短劇的主演者均透過在官方網站上的投票選出。

### 申東燁的尋找樂趣
- 放送日期：2004年3月28日至10月3日
- 主演：申東燁

申東燁的尋找樂趣（／）

### 劉在錫和感慨無量
- 放送日期：2004年5月30日至9月19日
- 主演：劉在錫、申正煥、池相烈

劉在錫和感慨無量（／）

### 挥舞韩国旗
- 放送日期：2004年3月28日至5月23日
- 主演：劉在錫、池相烈

挥舞韩国旗（／）是一個與韓國著名運動選手進行互動的節目。

### Medical Non-Fiction! 最終警告
- 放送日期：2004年5月30日至8月1日
- 主演：姜鎬童、李輝宰

Medical Non-Fiction! 最終警告（／；）

### 奧運之星
- 放送日期：2004年5月2日至5月23日
- 主演：姜鎬童、李輝宰

奧運之星（스타 올림피아드；）是一個藝人們分隊進行比賽的節目。

### 健康男女
- 放送日期：2004年3月28日至4月25日
- 主演：姜鎬童、李輝宰、劉在錫、申正煥

健康男女（／）被稱為「愛情幻想騷」，主持人和嘉賓透過搞笑而贏得對方的愛。

## 獲獎
| 年份 | 獎項 |
| ---- | --- |
| 2006 | 第42屆百想藝術大賞 - 電視部門 男子綜藝賞－劉在錫（星期天真好） |
| 2007 | 第一屆SBS演藝大賞 - 韓流節目賞－《X-Man》 - 全能藝人賞－Haha（Old TV） - 大賞－姜鎬童（X-Man、Star King） |
| 2008 | 第二屆SBS演藝大賞 - 綜藝部門 新星賞－梁瀞疋（黃金美女出擊） - 製作人大賞－張允正（黃金美女出擊） - 放送作家部門 特別賞－李美善（音譯）（家族的誕生） - 導演心目中的最佳TV明星賞－金秀路（家族的誕生） - 最佳團隊賞－《黃金美女出擊》 - 最佳網絡人氣賞－李天熙、朴藝珍（家族的誕生） - 觀眾評選最受歡迎賞－《家族的誕生》 - 大賞－劉在錫（家族的誕生） |
| 2009 | 第三屆SBS演藝大賞 - 放送作家賞－崔文景（黃金美女出擊） - 製片人投選TV之星賞－梁瀞疋（黃金美女出擊） - 網絡最高人氣賞－李孝利（家族的誕生） - 最佳合作賞－《家族的誕生》 - 優秀賞 綜藝部門－申奉仙（黃金美女出擊） - 大賞－劉在錫、李孝利（家族的誕生）                                                                                                |
| 2010 | 第四屆SBS演藝大賞 - SBS綜藝新星賞－宋仲基、李光洙、Gary（Running Man），嘉熙、IU（英雄豪傑） - 綜藝特別賞－宋智孝（Running Man） - 最佳TV明星賞－金鐘國（Running Man），申奉仙（英雄豪傑） - 最佳合作賞－《英雄豪傑》 - 網絡最高人氣節目賞－Running Man                                                                                               |
| 2011 | 第五屆SBS演藝大賞 - 最優秀賞 綜藝部門－金炳萬（金妍兒的Kiss & Cry、金炳萬的叢林的法則） - 最佳節目賞－《Running Man》 - 放送作家賞－朴賢淑（Running Man） - 優秀賞 綜藝部門－金鐘國、宋智孝（Running Man） - 最佳藝人賞 綜藝部門－Haha（Running Man） - 新人賞 綜藝部門－李光洙（Running Man） - 大賞－劉在錫（Running Man）                          |
| 2012 | 第六屆SBS演藝大賞 - 最優秀賞 綜藝部門－金炳萬（金炳萬的叢林的法則） - 最佳藝人賞 綜藝部門－秋成勳、全慧彬（金炳萬的叢林的法則） - 最優秀節目賞－《金炳萬的叢林的法則》 - 優秀賞 綜藝部門－池石鎮、Gary（Running Man） - 觀眾選擇最佳節目賞－《Running Man》 - 觀眾選擇最高人氣賞－劉在錫（Running Man） - 大賞－劉在錫（Running Man）                 |
| 2013 | 第49屆百想藝術大賞 - 電視大賞－劉在錫（Running Man） 第七屆SBS演藝大賞 - 友情賞－李光洙（Running Man） - 優秀節目賞－《K-pop Star 3》 - 最佳節目賞－《Running Man》 - 製片人賞 TV部門－姜鎬童（赤腳的朋友們） - 觀眾選擇最高人氣賞－《Running Man》 - 男子優秀賞－金鐘國、Haha（Running Man） - 女子最優秀賞－宋智孝（Running Man）                   |

## 備註

## 外部連結
- 《新X-Man》官方網站
- 《做吧！Go》官方網站
- 《Old TV》官方網站
- 《金妍兒的Kiss & Cry》官方網站
- 《減肥淘汰賽 Victory》官方網站
- 《K-pop Star》官方網站
- 《Running Man》官方網站
- 《赤腳的朋友們》官方網站
- 《K-pop Star 3》官方網站
- 《Roommate》官方網站
- 《K-pop Star 4》官方網站
- 《拜託了爸爸》官方網站
- 《K-pop Star 5》官方網站
- 《Fantastic Duo：我手中的歌手》官方網站
- 《花樣旅行》官方網站
- 《Fantastic Duo 2》官方網站
- YouTube上的星期天真好頻道
- YouTube上的金妍兒的Kiss & Cry頻道
- YouTube上的K-pop Star頻道

## 作品的變遷
| 星期天真好 | 星期天真好 | 星期天真好                               | 星期天真好                         | 星期天真好                           | 星期天真好                          | 星期天真好                          | 星期天真好                          | 星期天真好             | 星期天真好                                 | 星期天真好                                 | 星期天真好                                 | 星期天真好                          | 星期天真好                                  | 星期天真好                           | 星期天真好                           | 星期天真好                           | 星期天真好                          | 星期天真好                           | 星期天真好                          | 星期天真好                          | 星期天真好                           | 星期天真好                            | 星期天真好                          |
| ---------- | ---------- | ---------------------------------------- | ---------------------------------- | ------------------------------------ | ----------------------------------- | ----------------------------------- | ----------------------------------- | ---------------------- | ------------------------------------------ | ------------------------------------------ | ------------------------------------------ | ----------------------------------- | ------------------------------------------- | ------------------------------------ | ------------------------------------ | ------------------------------------ | ----------------------------------- | ------------------------------------ | ----------------------------------- | ----------------------------------- | ------------------------------------ | ------------------------------------- | ----------------------------------- |
| 1部        | （待查）   | 奇蹟的勝負師 2007.11.11 - 2008.06.08     | 家族的誕生 2008.06.15 - 2010.02.14 | 家族的誕生2 2010.02.21 - 2010.07.04  | 家族的誕生2 2010.02.21 - 2010.07.04 | Running Man 2010.07.11 - 2011.05.08 | Running Man 2010.07.11 - 2011.05.08 | Running Man 2011.05.15 | 金妍兒的Kiss & Cry 2011.05.22 - 2011.05.29 | Running Man 2011.06.05 - 2012.04.29        | Running Man 2011.06.05 - 2012.04.29        | Running Man 2011.06.05 - 2012.04.29 | 金炳萬的叢林的法則2 2012.05.06 - 2012.11.11 | K-pop Star 2 2012.11.18 - 2013.04.14 | 赤腳的朋友們 2013.04.21 - 2013.11.17 | K-pop Star 3 2013.11.24 - 2014.04.13 | Roommate 2014.05.04 - 2014.11.16    | K-pop Star 4 2014.11.23 - 2015.04.19 | 拜託爸爸 2015.04.26 - 2015.11.01    | Running Man 2015.11.08 - 2015.11.15 | Running Man 2015.11.22 - 2016.04.10  | Fantastic Duo 2016.04.17 - 2016.11.20 | 花樣旅行 2016.11.27- 2017.03.19     |
| 2部        | （待查）   | Meet the In-Laws 2007.11.11 - 2008.07.20 | （待查）                           | 黃金美女出擊 2008.10.12 - 2010.06.06 | （暫時取消2部時段）                 | 家族的誕生2 2010.07.11              | 英雄豪傑 2010.07.18 - 2011.05.01    | Running Man 2011.05.15 | Running Man 2011.05.22 - 2011.05.29        | 金妍兒的Kiss & Cry 2011.06.05 - 2011.08.21 | 減肥淘汰賽 Victory 2011.08.28 - 2011.11.27 | K-pop Star 2011.12.04 - 2012.04.29  | Running Man 2012.05.06 - 2015.11.01         | Running Man 2012.05.06 - 2015.11.01  | Running Man 2012.05.06 - 2015.11.01  | Running Man 2012.05.06 - 2015.11.01  | Running Man 2012.05.06 - 2015.11.01 | Running Man 2012.05.06 - 2015.11.01  | Running Man 2012.05.06 - 2015.11.01 | （暫時取消2部時段）                 | K-pop Star 5 2015.11.22 - 2016.04.10 | Running Man 2016.04.17 - 2017.03.19   | Running Man 2016.04.17 - 2017.03.19 |